# Hyundai Santa Cruz
A Hyundai Santa Cruz é uma pick-up intermediária de cabine dupla e 4 portas produzida pela Hyundai. Lançada em 2021 para o ano-modelo 2022, a Santa Cruz é a primeira picape 4 portas vendida pela Hyundai no mercado da América do Norte. O veículo é baseado no SUV crossover Tucson e usa um design de chassi monobloco em oposição à estrutura de chassi do tipo escada usada pela maioria das picapes. Os analistas da indústria esperavam que o Santa Cruz atraísse compradores de carros de passeio ou crossovers, em vez de pessoas que possuíam uma picape tradicional maior.